# Blackbird (fiol)

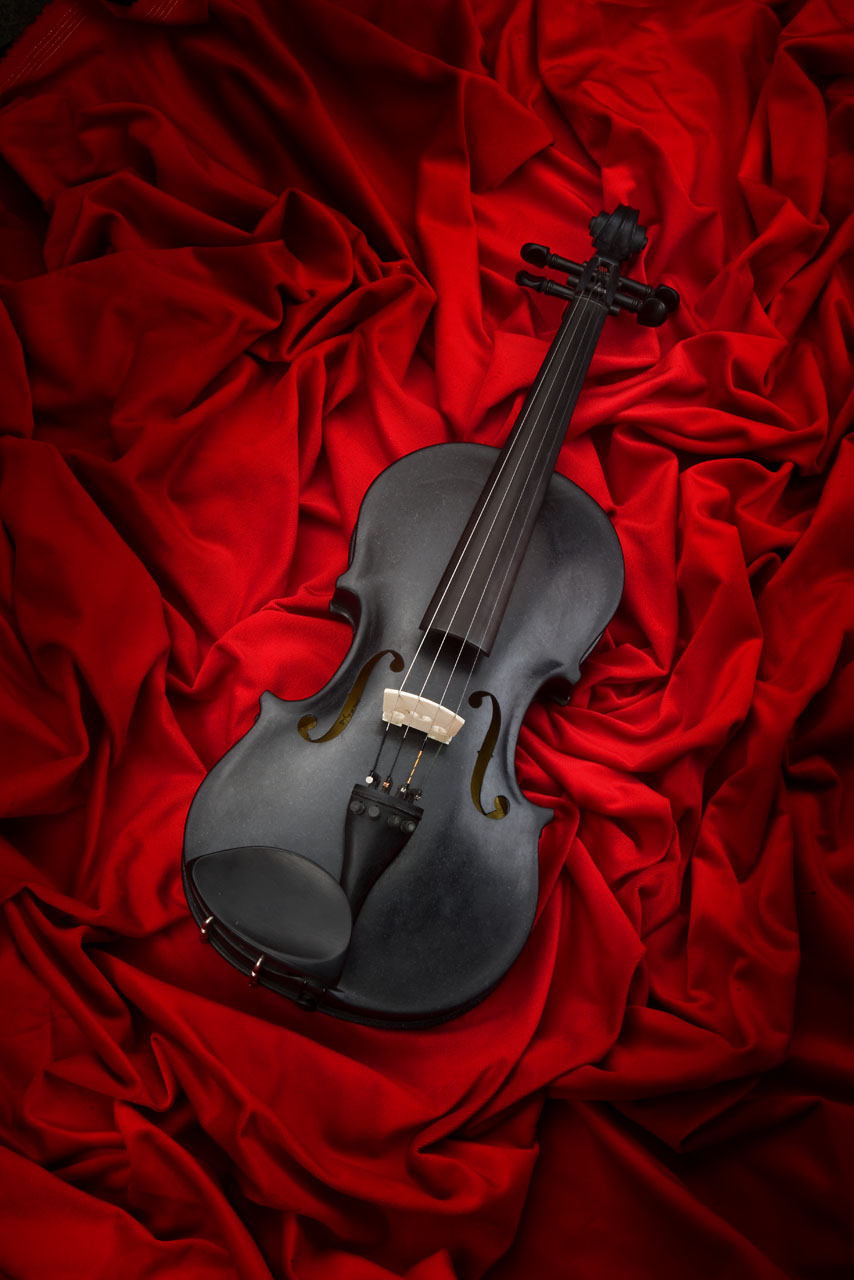
Fiolen Blackbird.

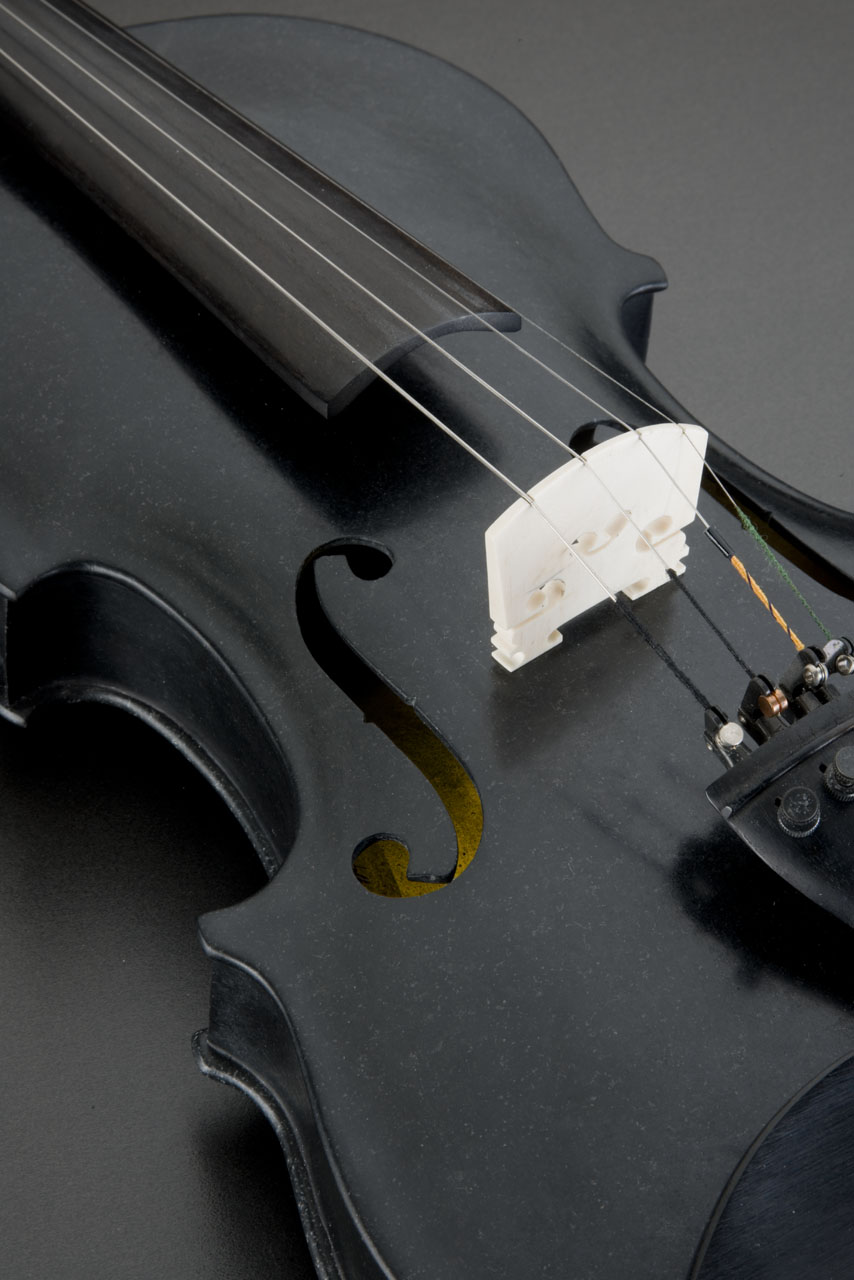
Stallet är av mammut, ett gult "elfenben" och symboliserar koltrastens gula näbb.

Blackbird, ibland kallad den svarta stenfiolen är en spelbar fiol i full storlek, gjord i svart diabas efter ritningar av Antonio Stradivari (Stradivarius), men med vissa tekniska justeringar för att den ska kunna användas. Det är den första fiol som tillverkats av sten. Den planerades och ritades av den svenska konstnären Lars Widenfalk. Den väger 2 kg och den tog två år att tillverka. Den var färdig 1992.
Namnet Blackbird, efter fågeln koltrast (Turdus merula) valdes eftersom fiolen är tillverkad av djupsvart sten med ett vitgult stall. Stradivarius gav själv ofta sina fioler namn med anknytning till fåglar.
Den svenska tonsättaren Sven-David Sandström har komponerat musik speciellt för instrumentet. Musiken framfördes första gången i den svenska paviljongen på Världsutställningen 1992 i Sevilla. Detta var första gången det spelades på fiolen offentligt. Samma år, i Rom, välsignades fiolen av påve Johannes Paulus II. Sedan dess har fiolen ställts ut och spelats på många platser, bland annat i Dubai, Luxemburg, Monza, Milano, Nürnberg, Oslo, Prag, Stockholm och i Washington.

## Tillkomst
Lars Widenfalk gjorde fiolen av diabas, ursprungligen hans farfars gravsten. Stenen skulle kasseras sedan man inrättat en gemensam familjegrav. Widenfalk upptäckte  det ljud som uppstod när han slog med hammare och mejsel mot stenen. Då uppstod det en ton – det sjöng som malmklocka. Blackbird gjordes efter ritningar av Stradivarius.
Stenen i fiolen är bara 2,5 mm tjock på tunnaste stället. De tunna väggarna i resonanslådan är konturskurna med vatten och därefter bearbetade med handverktyg. Resonanslådans insida förgylldes med guld. Greppbrädan är av ebenholts och fiolhalsen fastsatt med silverstift vid kroppen. Stallet är format av en bit mammutbete från Sibirien, det gulaste "elfenben" man kan få tag på. Stallet symboliserar på det sättet koltrastens gula näbb.
Det finns ytterligare några fioler av sten, som gjorts av den tjeckiska skulptören Jan Řeřicha. De är gjorda i marmor, en mycket mjukare sten som är lättare att bearbeta än diabas men väger mellan 3,6 och 6,5 kg mot Blackbirds 2,5 kg.